# Saison 8 de Castle
Chronologie
Saison 7
Cet article présente les vingt-deux épisodes de la huitième et dernière saison de la série télévisée américaine Castle.

## Synopsis
Le jour de la prise de fonction de Kate Beckett, promue capitaine du 12th Precinct, un mystérieux coup de téléphone fait ressurgir brutalement une affaire que tous pensaient terminée : l'enquête sur l'assassinat de Johanna Beckett connaît de nouveaux rebondissements qui impliquent un agent de la CIA, un certain « Loksat ». Kate est partagée entre sa volonté de connaître à tout prix la vérité, et le désir de préserver le couple heureux qu'elle forme avec Castle. Celui-ci, qui ignore ce qui se trame, peine à comprendre le comportement de son épouse.

## Distribution

### Acteurs principaux
- Nathan Fillion (VF : Guillaume Orsat) : Richard « Rick » Castle
- Stana Katic (VF : Anne Massoteau) : la capitaine Katherine « Kate » Beckett (épisodes 1-5, 7-13, 15-22)
- Jon Huertas (VF : Serge Faliu) : le lieutenant Javier Esposito
- Seamus Dever (VF : Pierre Tessier) : le lieutenant Kevin Ryan
- Tamala Jones (VF : Nadine Bellion) : Dr Lanie Parish, médecin légiste et meilleure amie de Kate Beckett
- Molly Quinn (VF : Adeline Chetail) : Alexis Castle, la fille de Castle  (épisodes 1-14, 16-18, 21-22)
- Susan Sullivan (VF : Évelyn Séléna) : Martha Rodgers, la mère de Castle (épisodes 2-13, 15-18, 20, 22)
- Toks Olagundoye (VF : Laura Préjean) : Hayley Shipton, enquêtrice freelance (épisodes 1-2, 5-8, 11-15, 18, 21-22)
- Sunkrish Bala (en) : Vikram Singh, analyste au Ministère de la Justice

### Acteurs récurrents
- Maya Stojan (VF : Margaux Laplace) : Tory Ellis, officier chargée des recherches complexes
- Arye Gross (VF : Philippe Siboulet) : Sidney Perlmutter, collègue de Lanie Parish
- Kristoffer Polaha : Caleb Brown (épisodes 8, 10, 19, 22)
- Gerald McRaney : Mason Wood (épisodes 14, 22)
- Ann Cusack : Rita, belle-mère de Castle (épisodes 2, 11)

### Invités
- Jack Coleman (VF : Hervé Jolly) : le sénateur William Bracken (épisodes 1-2)
- Adam Baldwin (VF : David Krüger) : Ethan Slaughter (épisode 6)
- Kelly Rowan : Carla Feller, une doyenne d'université (épisode 3)
- Aubrey Plaza : Lucy, la voix féminine du système informatique de Castle (voix, épisodes 3, 16)
- Stephnie Weir (en) : Mia Laszlo (épisode 5)
- Charles Mesure : Liam Hollister (épisode 5)
- Kassie DePaiva (en) : Joanna Mathis (épisode 10)
- Tuc Watkins : Roger Mathis (épisode 10)
- Darlene Vogel : Sadie Beakman (épisode 10)
- Nick E. Tarabay : Vasily Zhirov (épisode 11)
- Summer Glau : Kendall Frost, une détective privée (épisode 14)
- Courtney Ford : Courtney[2] (épisode 14)
- Doug Savant (VF : Emmanuel Curtil) : Victor Nigel (épisode 14)
- Ellen Woglom : Rachel Decker (épisode 15)
- Seth Green : Linus, la voix masculine du système informatisé de Castle (voix, épisode 16)
- Bree Williamson : Karla[3] (épisode 18)
- Maurice Benard (en) : Horatio Spate[4] (épisode 19)
- Jonathan Silverman : Alan Masters[4] (épisode 19)
- Patrick Labyorteaux : Glen Hume (épisode 19)
- Jewel Staite : Erin Cherloff (épisode 20)
- Juliana Dever : Jenny Ryan (épisode 21)

## Production

### Développement
Le 7 mai 2015, la série a été officiellement renouvelée pour une huitième saison de vingt-deux épisodes, avec Terence Paul Winter comme nouveau showrunner, après le départ de David Amann.
En septembre 2015, les coshowrunners annoncent qu'il y aura de nouvelles révélations concernant la disparition de Castle qui a eu lieu lors de la septième saison.
En septembre 2015, ABC annonce que le huitième épisode de la saison, diffusé le 23 novembre 2015, sera le dernier diffusé avant la pause hivernale et qu'elle reprendra au mois de février 2016,.
En janvier 2016, la chaîne annonce le retour de la saison dès le 8 février 2016 avec l'épisode 9. Le même mois, la chaîne annonce qu'il y aura un épisode le 14 février et un autre le 15 février afin de rattraper le retard de sa programmation.

### Attribution des rôles
Fin mai 2015, Penny Johnson Jerald annonce qu'elle ne reprendra pas son rôle dans cette huitième saison.
En juillet 2015, Toks Olagundoye rejoint la distribution principale de cette huitième saison dans le rôle de Hayley Shipton, personnage qui aura une influence sur Alexis et Castle et Sunkrish Bala (en) obtient le rôle récurrent de Vikram Singh, un technicien analyste nerveux au passé compliqué lors de cette même saison.
En août 2015, Ann Cusack obtient un rôle le temps de l'épisode 2, Jack Coleman reprendra son rôle de William Bracken lors du double épisode, Stana Katic sera promue capitaine du 12e district de police et Adam Baldwin reprendra son rôle d'Ethan Slaughter, le temps d'un épisode lors de cette saison.
En septembre 2015, Kelly Rowan obtient le rôle de Carla Feller, une doyenne d'université, le temps d'un épisode, Stephnie Weir, celui de Mia Laszlo lors du cinquième épisode et Charles Mesure, celui de Liam Hollister le temps d'un épisode.
En octobre 2015, Aubrey Plaza et Kristoffer Polaha ont obtenu respectivement le rôle de Lucy lors de l'épisode 3 et Caleb Brown, un avocat défendant les criminels, présent à partir de 2016.
En novembre 2015, Kassie DePaiva (en), Tuc Watkins et Darlene Vogel, tous les trois ayant eu des rôles dans le soap One Life to Live, ont obtenu un rôle d'invité lors de cette saison.
En janvier 2016, Summer Glau (ayant joué avec Nathan Fillion dans la série Firefly en 2002) a obtenu le rôle de Kendall Frost, une provocante détective privée venue de Los Angeles, le temps de l'épisode 14 et Gerald McRaney incarnera Mason Wood, pour plusieurs épisodes. Le même mois, Nick E. Tarabay et Ellen Woglom ont obtenu un rôle d'invité le temps d'un épisode.
En avril 2016, Jewel Staite a obtenu un rôle d'invité le temps d'un épisode.

## Liste des épisodes

### Épisode 1:Disparition, première partie
- États-Unis /  Canada : 21 septembre 2015 sur ABC[27] / CTV
- Belgique : 17 juillet 2016 sur RTL-TVI[28]
- France : 26 septembre 2016 sur France 2[29]

- États-Unis : 6,84 millions de téléspectateurs[30] (première diffusion)
- Canada : 2,35 millions de téléspectateurs[31] (première diffusion + différé 7 jours)
- France : 3,5 millions de téléspectateurs[32] (première diffusion)

- Jack Coleman (le sénateur Will Bracken)
- Brad Lee Wind (Franco Mancini)
- Coby Ryan McLaughlin (Brooks)
- Daisy Betts (A. J.)
- Sunkrish Bala (Vikram Singh)

Kate Beckett est devenue capitaine de son 12e poste de police (12th precinct), remplaçant Victoria Gates qui a été promue chef adjointe du NYPD. Pour célébrer l'événement de sa première journée de travail comme capitaine, Richard lui offre un gâteau qui cache une boîte contenant un bracelet avec l'inscription Always, cadeau qui l'émeut. Entre-temps, elle réitère sa demande à Castle de revenir travailler au poste, mais il refuse : il a réaménagé les bureaux de son agence Richard Castle Investigations et aimerait résoudre quelques affaires afin de rentabiliser ses dépenses. Au commissariat, comme le bureau de lieutenant de Kate est disponible, Esposito et Ryan s'affrontent afin de savoir qui en héritera. Celui-ci annonce à son équipier que Jenny est enceinte. Esposito le félicite de l'heureuse nouvelle, mais Ryan devient morose : un deuxième bébé veut dire plus de dépenses. Comme à l'arrivée de son premier enfant, il aimerait gagner plus d'argent et donc avoir une promotion.
Au siège de Richard Castle Investigations, Richard découvre ses nouveaux bureaux rénovés, ainsi que sa nouvelle et inattendue associée, Alexis. Richard apprend, stupéfait, que sa fille a résolu quatre affaires sans qu'il le sache. Il est à la fois furieux et épaté par ce qu'elle a accompli. Au même moment, Esposito et Ryan téléphonent à Castle afin de savoir si Kate est avec lui. Celui-ci les informe qu'elle est en réunion. En son absence, Esposito invite Castle sur la scène de crime dont il s'occupe. Ce dernier renâcle, mais Alexis réussit à le faire changer d'avis.
Sur la scène de crime, Esposito, Ryan et Lanie expliquent à Castle comment les victimes ont été tuées. En découvrant l'endroit où le tueur était, Castle découvre le bracelet qu'il avait offert à Kate le matin même, dans une flaque de sang. Il confirme à l'équipe que Kate est bel et bien reliée aux victimes, donc en danger. L'enquête sur les victimes se révèle être de fausses identités. Ryan découvre que l'une d'elles avait loué un appartement par Internet. En fouillant dans l'appartement, Castle, Esposito et Ryan font la connaissance d'Hayley Shipton, une détective privée londonienne aux méthodes radicales. Elle a été engagée par une compagnie d'assurances afin de retrouver un hacker fabriquant des fausses identités et leur annonce que ces identités sont en fonction dans la ville de New York. Elle énumère à Esposito, Ryan et Castle le nom des victimes et une autre qui est inconnue. Cela redonne espoir à Castle qui pense que c'est Kate.
Comme la seule piste valable provient de l'affaire de Hayley, Richard demande l'aide de cette dernière afin de l'aider à retrouver Kate. Hayley refuse sur le coup, du moins en apparence : elle ne veut pas l'implication de la police. Richard découvre alors la façon de travailler de Hayley : mentir, manipuler, tricher, voler et ne pas aviser les policiers. Comme il n'a pas le choix, il accepte l'entente. Castle, Esposito et Ryan découvrent que Kate est en fuite avec un indien diabétique barbu. Plus tard, ils découvrent qu'il s'agit de Vikram Singh, un analyste en sécurité provenant de Washington DC. Castle en conclut alors, qu'il y a un lien avec la période où Kate est allée travailler à Washington. Ryan annonce ensuite que les anciens partenaires de Kate, Rachel McCord et son équipe, sont morts. 
- Bien que créditée, Susan Sullivan n'apparaît pas dans cet épisode.
- La série réalise le plus mauvais démarrage de son histoire[33]
- Il y a plusieurs références aux saisons précédentes.[réf. nécessaire]

### Épisode 2:Conspiration, deuxième partie
- États-Unis /  Canada : 28 septembre 2015 sur ABC / CTV
- Belgique : 17 juillet 2016 sur RTL-TVI[28]
- France : 3 octobre 2016 sur France 2

- États-Unis : 6,7 millions de téléspectateurs[34] (première diffusion)
- Canada : 2,16 millions de téléspectateurs[35] (première diffusion + différé 7 jours)
- France : 3,8 millions de téléspectateurs[36] (première diffusion)

- Ann Cusack (Rita, la belle-mère de Rick)
- Coby Ryan McLaughlin (Brooks)
- Jack Coleman (Will Bracken)
- Daisy Betts (A. J.)
- Sunkrish Bala (Vikram Singh)
- Jacqueline Obradors (Allison Hyde)

L'histoire reprend quelques secondes après la fin du premier épisode. Kate et Vikram se sont réfugiés dans une planque de drogue saisie par la police. Elle repense au sauvetage de Richard dans l'entrepôt. Vikram la sort de sa rêverie, inquiet pour leur sécurité. Alors qu'ils s'apprêtaient à prendre un peu de repos, elle entend un bruit de verre cassé dans le corridor. Les mercenaires les ont retrouvés et prennent d'assaut les lieux. Une femme vient en aide à Kate et Vikram. Elle se présente à Kate comme étant Rita, la belle-mère de Richard Castle. Étonnée, Kate l'informe que Jackson n'avait pas parlé d'une épouse. Rita informe que l'information est top secrète, car elle et Jackson ont beaucoup d'ennemis. Elle dit à Kate qu'elle travaille pour une agence gouvernementale ultra-secrète mais cette dernière a encore des doutes. Rita ajoute à Kate et Vikram que s'ils veulent rester en vie, ils doivent accepter son aide. Rita leur demande également comment sont-ils devenus la cible d'une équipe de mercenaires. C'est ainsi que Kate se met à raconter comment elle a reçu l'appel de Vikram et comment tout a commencé : le coup de fil de ce matin était un appel à l'aide de Vikram, qui a vu l’ancienne unité de Beckett assassinée après la déclassification par inadvertance d'un mémo des archives mentionnant Bracken. Vikram parvient à le récupérer et trouve le mot "LokSat". Quand Beckett est venue demander des explications à l'ancien sénateur, il a mis en garde la capitaine sur ce qu'elle venait de déterrer.
Dans les bureaux de Richard Castle investigations, ce dernier et Alexis repassent en revue les informations qu'ils possèdent. Ils en viennent à la conclusion que la cavale de Kate est reliée avec son court travail à Washington. Castle se demande si elle lui aurait caché d'autres secrets. Au même moment, Martha fait irruption dans les locaux en compagnie d'Hayley. Richard ne veut pas la voir, mais Martha et Alexis explique comment elle a sorti les grands moyens afin de le retrouver. Richard accepte donc à contre-cœur son aide. Hayley, qui se doutait de l'issue de la rencontre, annonce fièrement avoir informé ses contacts afin de retrouver Vikram et Kate.
Au commissariat, Esposito, Ryan et Castle, les ayant rejoints, prennent connaissance de la vidéo de la rencontre entre Kate et William Bracken. Ils assistent à la discussion entre eux. Kate lui demande ce qu'est "Loksat" et pourquoi elle est devenue la cible d'un commando de mercenaires. Bracken devient livide et lui annonce qu'il sera la prochaine cible. Après l'écoute de la vidéo, Esposito et Ryan conviennent qu'ils doivent le questionner sur la signification de LokSat sans Castle. Les contacts d'Hayley leur ont donné un indice sur la question. Richard demande à Alexis de ne pas la suivre, car c'est dangereux, mais elle lui tient tête. Les deux femmes enquêtent et retrouvent la trace de Vikram et Kate dans un hôtel par où ils ont transité.
Celle-ci, qui a terminé son histoire, interroge Rita sur LokSat. Elle lui répond qu'il s'agit d'une personne travaillant à la CIA et est un puissant analyste. Grâce à lui, William Bracken et Vulcan Simmons ont été protégés de la justice et ont tranquillement pu continuer leurs actions illégales. Mais vu l'influence de cette personne, Rita leur conseille de fuir, ce que Kate et Vikram refusent. Au bureau, Hayley, Alexis et Richard découvre Locksat 2011 BD. Ils tentent de déterminer ce que cela peut bien dire. Avec Kate et Vikram d'un côté, et Richard, Alexis et Hayley de l'autre, chacun trouvent sa signification : un avion permettant de transiter de la drogue avec les moyens de la CIA. Esposito et Ryan découvrent que Bracken est mort en prison. Castle découvre également que selon une envoyée de Washington, Vikram serait une taupe. Kate choisit de croire qu'il ne s'agit que d'une tentative de discrédit de l’analyste. Maintenant, il ne reste plus qu'à retrouver les mercenaires. Castle a l'idée de leur tendre un piège en annonçant révéler l'affaire LokSat au grand public. Les mercenaires tentent alors de tuer tout le monde dans les bureaux de Richard Castle Investigations, mais ils sont attendus et arrêtés. Tous pensaient que l'histoire se terminerait sans bain de sang, mais ils découvrent qu'une autre personne impliquée dans l'affaire LokSat vient d'être assassinée chez elle. 

### Épisode 3:Cinquante Nuances de vengeance
- États-Unis /  Canada : 5 octobre 2015 sur ABC / CTV
- Belgique : 24 juillet 2016 sur RTL-TVI[37]
- France : 10 octobre 2016 sur France 2

- États-Unis : 6,76 millions de téléspectateurs[38] (première diffusion)
- Canada : 2,04 millions de téléspectateurs[39] (première diffusion + différé 7 jours)
- France : 4 millions de téléspectateurs[40] (première diffusion)

- Geoff Pierson (Michael Smith)
- Christine Adams (Dr Barbara Lillstrom)
- Kelly Rowan (Doyenne Carla Feller)
- Sunkrish Bala (Vikram Singh)
- Madeleine Coghlan (Emily)
- Justin Prentice (Scott Powell)

Kate étant partie, Richard trouve l'appartement un peu vide. Pour combler son départ, il a commandé un système informatique parlant qui s'appelle Lucy. De son côté, Kate s'entraîne avec Vikram et lui propose de travailler avec elle à résoudre des meurtres. De leur côté, Esposito et Ryan se demandent pourquoi Kate s'est séparée de Richard. De mèche avec Esposito, Lanie tente d'en savoir plus auprès de Kate, sans succès.
L'équipe enquête sur la mort de Peter Garber, un étudiant en marketing de la faculté d'Hudson, retrouvé empalé sur une branche dans Central Park. De son côté, à la suite d'une suggestion de Lucy, Richard questionne Lanie sur les motivations de Kate et de leur séparation. Elle tente de lui faire comprendre qu'il doit faire confiance à Kate. C'est alors que Richard tombe sur le corps de Peter Garber et découvre un tatouage en forme de diable. De son côté, Kate avertit Esposito et Ryan de ne pas aider Castle, car il ne travaille plus au commissariat. Voulant à tout prix reconquérir Kate comme à ses débuts, il décide d'enquêter avec l'aide d'Alexis sur la mort de Peter Garber. D'indices en indices, c'est à la faculté d'Hudson que Richard et Alexis, ainsi qu'Esposito, Ryan et Kate se retrouvent. Comme leur enquête stagne, Esposito et Ryan décide de faire équipe avec Richard. C'est ainsi qu'ils découvrent un salon BDSM appartenant à la victime. Alexis et Richard découvrent aussi une reconstitution de l'expérience de Stanford dont Peter faisait partie. À la suite d'une reconstitution des faits et gestes de Peter, avant de se faire tuer, Richard découvre qui est le meurtrier. À la fin de l'enquête, Richard invite Alexis à fêter la résolution du meurtre de Peter Garber, mais des doutes s'installent dans son esprit à propos de sa méthode de séduction pour reconquérir Kate.
- Bien que créditée, Toks Olagundoye n'apparaît pas dans cet épisode.

### Épisode 4:De pieux mensonges
- États-Unis /  Canada : 12 octobre 2015 sur ABC / CTV
- Belgique : 24 juillet 2016 sur RTL-TVI[37]
- France : 17 octobre 2016 sur France 2

- États-Unis : 6,78 millions de téléspectateurs[41] (première diffusion)
- Canada : 2,25 millions de téléspectateurs[42] (première diffusion + différé 7 jours)

- Tony Plana (père Arguello)
- Lise Simms (Wendy Johnson)
- Jerry O'Donnell (Milton Cicero)
- Ryan Devlin (Stephen Reed)
- Blake Shields (Eric Logan)

Alors qu'elle avait fait un mauvais café, Kate est surprise par Martha, débarquant au commissariat afin d'essayer une nouvelle fois de retourner auprès de Castle, en vain. De leur côté, Ryan se plaint à Esposito du comportement de Jenny sur l'arrivée prochaine du second enfant du couple et de l'argent dont il va avoir besoin. Esposito lui suggère de passer avec lui l'examen pour devenir sergent. Ryan hésite, mais son équipier le persuade de s'inscrire à l'examen.
L'équipe enquête sur la mort de Dave Johnson, alias P.J. Moffet, un écrivain de 52 ans, retrouvé mort par balle, dans une église. Chez Richard Castle Investigations, Alexis avise son père de la mort de l'écrivain que Richard adore. Afin de participer à l'enquête, il se fait engager par la femme de Dave Johnson, Wendy. C'est ainsi qu'il peut rentrer au commissariat et enquêter avec Kate. Les premiers éléments démontrent qu'il y a eu confusion et que la victime serait en fait Jimmy "les 2 flingues" O'Malley, un tueur à gages très recherché de la mafia irlandaise. Or, Castle réussit à prouver qu'il s'agit bel et bien de Dave Johnson. Esposito, Ryan et Richard finissent par tirer au clair ce mystère de identités multiple : la victime était un menteur pathologique et faisait partie d'un groupe de soutien, mais il a replongé dans ses travers quand il a découvert un crime par son poste de concierge. Castle, qui connaît les problèmes d'argent de Ryan, décide de l'engager pour être sa taupe au commissariat. À la suite d'une conversation avec Kate, Castle sent qu'il a atteint son but. Les mensonges des différents suspects atteignent le moral de Kate. De mensonges en mensonges, Esposito, Ryan et Richard réussissent à coincer le véritable tueur.
- Bien que créditée, Toks Olagundoye n'apparait pas dans cet épisode.

### Épisode 5:Le Nez
- États-Unis /  Canada : 19 octobre 2015 sur ABC / CTV Two
- Belgique : 31 juillet 2016 sur RTL-TVI
- France : 24 octobre 2016 sur France 2

- États-Unis : 6,67 millions de téléspectateurs[43] (première diffusion)

- Stephnie Weir (Mia Laszlo)
- Aubrey Deeker (Lorenzo)
- Kevin Joy (Graham Fletcher)
- Charles Mesure (Liam Hollister)

Castle revient à l'appartement avec des bouteilles de champagne. Il retrouve Martha et Alexis qui y sont venues déjeuner avec lui afin de le réconforter sur sa séparation d'avec Kate et le sortir de sa vie de célibataire avec pour seule compagnie Lucy, la voix informatisée, qui ne sait pas quoi dire. En voyant les bouteilles de champagne, il explique à Martha et Alexis qu'elles sont pour Esposito et Ryan, qui reçoivent leurs résultats d'examens pour passer sergent.
L'équipe enquête sur la mort de Justin Fletcher, 38 ans, mort par balle dans un parking souterrain. Kate découvre dans la voiture de la victime un compartiment secret. Par la suite, elle découvre qu'un appel au 911 est à l'origine de la découverte du corps. L'équipe découvre qui est à l'origine de l'appel : Mia Laszlo, nez professionnel souffrant d'hyperosmie et vivant recluse en raison de sa condition. Après sa déposition au poste, c'est Castle qui la raccompagne chez elle. En cours de route, il la convainc de l'aider dans son enquête, autant comme témoin que pour analyser les sentiments de Beckett par ses odeurs.
Les premières informations que l'équipe recueille sur Justin, c'est qu'il était un chauffeur et un livreur. Il transportait une mallette. Hayley, qui est engagée par une compagnie d'assurance, sait ce que contenait la mallette : une peinture de Van Gogh, disparu lors de la deuxième Guerre Mondiale. L'enquête se complique quand l'équipe découvre grâce à Mia que le tableau est un faux. Deux hommes, un marginal nommé Freddy Starck et un mercenaire anglais du nom de Liam Hollister sont les principaux suspects de l'équipe. Grâce à la perspicacité de Richard et au nez de Mia Laszlo, l'équipe finit par découvrir le véritable meurtrier de Justin Fletcher.
À la fin de l'enquête, Mia confirme à Richard que Kate est toujours passionnément amoureuse de lui.
En parallèle, Esposito et Ryan reçoivent leur résultat. Le premier a réussi à l'examen pour devenir sergent, alors que le second a échoué. Par conséquent, une certaine animosité a lieu entre eux. Ryan accumule les gaffes envers d'Esposito, si bien qu'il tire accidentellement dans les fesses de celui-ci lors d'une intervention. Il faut alors l'intervention de Kate pour que les deux partenaires dissipent les tensions.

### Épisode 6:Une vieille connaissance
- États-Unis /  Canada : 9 novembre 2015 sur ABC / CTV
- Belgique : 31 juillet 2016 sur RTL-TVI
- France : 31 octobre 2016 sur France 2

- États-Unis : 6,07 millions de téléspectateurs[44] (première diffusion)
- Canada : 1,96 million de téléspectateurs[45] (première diffusion + différé 7 jours)

- Adam Baldwin (Lieutenant Ethan Slaughter)
- Kerry Barker (Dawn)
- Corey Reynolds (Mark West)
- Brian Gaskill (David Lacey)
- Brett DelBuono (Louis Prince)
- Phil Reeves (Ronald Booth)
- Wade Allain-Marcus (Clint)

Castle s'ennuie dans son cabinet, sans nouvelle affaire ni appel de Beckett, quand arrive le détective Ethan Slaughter, le policier brutal dont Castle se souvient bien (voir Chasseur de têtes). Slaughter a quitté la brigade anti-gang et a besoin d'aide pour résoudre une grosse affaire : une puce électronique révolutionnaire a été dérobée et Slaughter a un informateur pouvant l’aider. Cependant, l'informateur a été tué et Ryan et Esposito sont chargés de l’affaire. Rapidement, les indices pointent vers Slaughter, qui affirme ne pas être le tueur mais admet que c'est lui qui a offert le poignard à la victime. Celui-ci et Castle doivent donc éviter les policiers en suivant une autre piste : le protégé de Victor, Mark West, un surdoué de l'informatique qui a mis au point l'algorithme ayant craqué la sécurité de l’immeuble cambriolé. Mark est traqué par David Lacey, un chef de gang très violent et commanditaire du cambriolage. Slaughter et Castle doivent donc le retrouver au plus vite avant que l'adolescent ne soit tué. Dans leur fuite, Castle découvre une partie de la vie privée de Slaughter, loin de ce qu'il imaginait : il a été marié à une grande chanteuse d'opéra et a appris la cuisine pour gérer sa colère.
Castle et Slaughter retrouvent Mark à temps et découvrent que Victor n'a jamais été vraiment intéressé par le vol de la puce. Booth, le milliardaire volé, révèle que 50 millions de dollars d'un de ses comptes privés ont été détournés en même temps que le vol de la puce. C'est l'information qu'il manquait pour démasquer le tueur.
- Bien que créditée, Stana Katic n'apparaît pas dans cet épisode, et ce pour l'une des deux seules fois de toute la série, l'autre étant l'épisode 8-14. Sunkrish Bala n'apparaît pas non plus dans cet épisode.
- Cet épisode marque aussi le retour du personnage de l'inspecteur Ethan Slaughter, incarné par l'acteur Adam Baldwin.

### Épisode 7:Un homme à femmes
- États-Unis /  Canada : 16 novembre 2015 sur ABC / CTV
- Belgique : 7 août 2016 sur RTL-TVI
- France : 7 novembre 2016 sur France 2

- États-Unis : 6,66 millions de téléspectateurs[46] (première diffusion)
- Canada : 1,79 million de téléspectateurs[47] (première diffusion + différé 7 jours)

- Lindsay Price (Lindsey Trent)
- Sheldon Bailey (Anton Ford)
- Andrea Roth (Nancy Underwood)
- Moronai Kanekoa (Scott McCoy)
- Brynn Thayer (Penelope Keller)

Rien ne va plus entre Esposito et Ryan. Pour régler leurs conflits qui les opposent, ils décident de consulter une psychologue. À la suite de l'une de ces séances, la psychologue leur propose à tous les deux de se trouver chacun un nouveau partenaire ou bien un médiateur. Ils décident de prendre Richard comme médiateur dans leur conflit. Ce dernier refuse, mais se ravise en voyant une opportunité de revenir travailler avec Kate. Le travail de Richard ne sera pas de tout repos, car tout au long de l'enquête, Esposito et Ryan n'arrêtent pas de se lancer des insultes l'un contre l'autre. Richard doit alors trouver une solution afin de régler ou du moins calmer temporairement le conflit qui oppose Kevin à Javier.
L'équipe de Kate enquête sur la mort de Scott McCoy, un acteur au chômage. Les premières informations permettent de suspecter Anton Ford, car il s'était battu avec lui dans plusieurs bars. Anton révèle à Kate que Scott et lui était des amis qui prétendaient se battre afin de draguer les filles. Scott visait spécialement les femmes riches. Il révèle aussi que Scott était payé pour draguer les femmes riches. En inspectant les comptes bancaires de Scott, Vikram découvre qu'une compagnie fictive louait un immeuble avec un logement luxueux. Cette compagnie fictive appartient à Scott. En fouillant le logement luxueux, Esposito, Ryan et Castle découvrent un appareil photo. En faisant développer les photos, l'équipe découvre une dame nue, de dos avec Scott. La dame est vite identifiée par l'équipe comme étant Nancy Underwood. Elle et ses deux amies, Claire et Annika profitent de la fortune de leurs maris. Nancy révèle à Kate qu'elle et ses amies ont toutes eu des rapports sexuels avec Scott, et que leurs époux respectifs ont payé Scott. Nancy révèle que Scott voulait se racheter auprès d'une personne, mais elle ignore qui c'était. Usant de stratégies et de raisonnement, Kevin et Esposito, aidés de Castle et de sa fille, finissent par découvrir le meurtrier. Kevin se fait tirer dessus par celui-ci en voulant sauver Javier, qui s'en sort indemne. Les deux amis réussissent à arrêter le meurtrier. À la fin de l'enquête, Kevin et Javier se réconcilient, devant une Kate ravie que la chicane soit terminée.

### Épisode 8:M. et MmeCastle
- États-Unis /  Canada : 23 novembre 2015 sur ABC / CTV
- Belgique : 7 août 2016 sur RTL-TVI
- France : 14 novembre 2016 sur France 2

- États-Unis : 6,65 millions de téléspectateurs[48] (première diffusion)
- Canada : 1,94 million de téléspectateurs[49] (première diffusion + différé 7 jours)

- Kristoffer Polaha (Caleb Brown)
- Adam Korson (Isaac Dern)
- Minni Jo (Bethany)
- Annie Abbott (Diane Nelson)
- Jorge Borrelli (Salvador Acosta)
- Edith Fields (Sheri Nelson)
- Mary Margaret Lewis (Elaine Nelson)

Martha et Alexis sont curieuses de savoir comment s'est passée la fête d'anniversaire de mariage de Richard et de Kate. Elles arrivent donc à Richard Castle Investigations avec une boîte de mouchoirs et une bouteille de champagne, selon la situation. Richard les rassure et prend la bouteille de champagne. Les deux femmes sont très contentes mais quand elles demandent quand Kate et lui se remettront officiellement ensemble, il esquive la question. Au même moment, Hayley arrive dans les locaux de Richard Castle Investigations. Après le départ de Martha et Alexis, Hayley demande à Richard pourquoi il leur a menti à propos de sa fête d'anniversaire de mariage et qu'il ne leur a pas révélé le mystérieux texto que Kate a reçu et qu'il a lu malencontreusement. Richard répond qu'il n'a pas menti, mais qu'il est seulement inquiet pour Kate.
Pendant ce temps, dans un ancien club de strip-tease perquisitionné par la police, Vikram accueille Kate dans ce qui sera leur nouvelle cachette pour traquer LOKSAT. Quand Kate lui demande s'il a du nouveau sur leur enquête, il lui répond qu'il n'a rien de neuf. Elle lui reproche alors de l'avoir dérangée pour rien, alors qu'il savait qu'elle rencontrait Richard.
L'équipe enquête sur la mort de Lara Madden, une danseuse originaire du Michigan qui travaille sur le RMS Bently, un bateau de croisière réaménage pour reconstituer une croisière sur le Titanic. Les premiers éléments de l'enquête tentent à démontrer que Lara était une mule qui transportait de l'héroïne. Kate se rend à bord du bateau de croisière afin de mener l'enquête. Elle découvre que Richard se trouve aussi sur le bateau. Voulant le faire descendre, Kate se rend compte que le RMS Bently quitte le port de New York. Avec l'aide de Richard, elle demande au capitaine de stopper le bateau. Le capitaine refuse et leur annonce qu'ils n'auront pas la coopération du personnel. De plus, ils ont moins d'une heure pour trouver le meurtrier. Kate et Richard enquêtent sur le bateau, chacun de leur côté afin de trouver le meurtrier. Ils trouvent alors une vidéo tournée par Lara, montrant un mécanicien charger des paquets de drogue. Avant l'échéance du bateau qui les ramènera à New York, Kate et Richard trouvent le meurtrier de Lara.
De retour à New York, Vikram annonce à Kate que l'enquête sur la mort de Lara Madden est liée à Vulcan Simmons : c'est la même héroïne qu'il vendait. Au même moment, Hayley demande à Richard s'il veut en savoir plus sur ce que trament Vikram et Kate. Il donne son accord, mais Martha qui a tout entendu, tente de l'en empêcher et de faire confiance à Beckett ; peine perdue, Richard donne son accord. Hayley réussit à pirater le téléphone de Kate et s'introduit dans le système informatique de Vikram. Elle tente de déverrouiller les pare-feux, mais celui-ci s'en aperçoit. Une course effrénée s'engage entre Hayley et Vikram. Ce dernier réussit à la déjouer à la toute dernière seconde, mais Kate a compris que Castle sait tout et qu'elle lui a menti. Plus tard,ce dernier va retrouver Kate au commissariat et la confronte. Kate, qui redoutait que son mariage explose, réalise les erreurs qu'elle a commises à propos de son couple et tente de se racheter.
Après quelques recherches sur l'héroïne de l'affaire de Lara Madden et celle de Vulcan Simmons, Vikram annonce à Kate que Caleb Brown, l'avocat commis d'office est venu plaider la cause du meurtrier devant elle, est impliqué dans la vente d'héroïne. Kate en déduit qu'il est le lien vers Loksat.
- Cet épisode est le dernier diffusé avant la pause hivernale aux États-Unis[8],[9].

### Épisode 9:Meurtre a cappella
- États-Unis /  Canada : 14 février 2016 sur ABC[9] / CTV
- Belgique : 14 août 2016 sur RTL-TVI
- France : 21 novembre 2016 sur France 2

- États-Unis : 5,72 millions de téléspectateurs[50] (première diffusion)
- Canada : 1,79 million de téléspectateurs[51] (première diffusion + différé 7 jours)

- Corbin Bleu (Hunter)
- Arnell Powell (Chris Jackson)
- Reilly Brooke Smith (Robyn King)
- Sonya Eddy (Olivia « Mama » Toussaint)
- John Billingsley (Dr Harvey Larson)
- Mark Famiglietti (Scott Weinberg)
- Fiona Gubelmann (Linda Weinberg)

Alors qu'elle et Richard viennent de passer du bon temps ensemble au lit, Kate lui annonce qu'elle doit partir, car elle a rendez-vous avec Gates au 1PP. Richard ne la croit pas et suppose qu'elle parle de Vikram et du club de strip-tease. Kate lui dit qu'elle a réellement une réunion avec Gates. Cela déçoit Richard qui aurait aimé passer plus de temps avec Kate. Cette dernière réitère sa demande : leurs rencontres intimes doivent rester secrètes. Après le départ de Kate, Richard reçoit un appel de Martha.
Celle-ci est bouleversée par la mort de Robyn King, la gardienne de nuit du théâtre où elle travaille. C'est en pleine répétition qu'elle et les autres personnes du théâtre ont découvert le corps. Les premières informations recueillies laisse penser que la victime, une ex-détenue repentie, aurait replongé. Une certaine Olivia "Mama" Toussaint, une dealeuse de drogue pour qui Robyn travaillait avant d'aller en prison, était venue la voir au théâtre. Au terme de l'interrogatoire avec "Mama", l'équipe de Kate et Castle apprend que Robyn allait dans le Spanish Harlem dans la nuit.
Alors qu'il doit quitter le commissariat à la demande de Kate, Castle s'aperçoit que le téléphone de la victime est en fonction. Un message en emoji se trouve à l'écran. Profitant que personne ne le regarde, Castle prend une photo et l'amène à Richard Castle Investigation. Avec l'aide d'Alexis et de Martha, Richard réussit à déchiffrer le message. À l'heure dite, Alexis et Richard arrivent sur les lieux. Croyant qu'ils auraient à faire à de dangereux criminels, Richard envoie accidentellement un message d'urgence à Esposito. Père et fille découvrent par la suite, que plusieurs bandes de jeunes sont réunies pour une compétition de chant a cappella. Après l'entrée fracassante d'Esposito, Richard découvre, grâce à l'une des participantes, que Robyn était derrière l'organisation de chant a cappella et qu'elle avait formé un groupe pour ceux et celles qui réussissaient à ne pas récidiver dans le crime et qu'elle les avait inscrit à un concours de chant a cappella. Kate soupçonne que le meurtrier fait partie du groupe de Robyn. D'indice en indice, l'équipe de Kate et Castle réussit à investiguer le concours et à retrouver le meurtrier par des moyens différents.

### Épisode 10:Témoin-clé
- États-Unis /  Canada : 14 février 2016 sur ABC / CTV
- Belgique : 14 août 2016 sur RTL-TVI
- France : 28 novembre 2016 sur France 2

- États-Unis : 4,19 millions de téléspectateurs[52] (première diffusion)
- Canada : 1,31 million de téléspectateurs[51] (première diffusion + différé 7 jours)

- Clare Grant (Nina O'Keefe)
- Darlene Vogel (Sadie Beakman)
- Kristoffer Polaha (Caleb Brown)
- Sunkrish Bala (Vikram Singh)
- Christopher B. Duncan (Marcus Weller)
- Denise Dowse (en) (Juge Gloria Wollcott)
- Tuc Watkins (Roger Masters)

Alors qu'il a été le témoin principal d'un meurtre, Richard s'apprête à aller témoigner. Kate le prépare afin que tout se passe bien. Elle lui conseille de ne pas utiliser son charme et de ne pas être arrogant. Richard tente de la rassurer. Espérant être seul au procès du meurtre de Sadie Beakman, Kate lui annonce qu'elle sera présente au procès afin de le soutenir moralement. Cela attise davantage l'esprit aventureux de Richard.
Au club de strip-tease, Vikram qui fait un topo des dernières activités de Caleb Brown, leur cible pour atteindre Locksat, parle involontairement de Cee Cee. Intriguée, Kate demande des explications, mais finit par découvrir que c'est le nom de l'ordinateur qu'utilise Vikram. Ce dernier annonce à Kate que le seul moyen d'atteindre Caleb, c'est de chercher sa faiblesse.
Au procès du meurtre de Sadie Beakman, Kate a la désagréable surprise de retrouver ce dernier qui remplace au pied levé le mauvais avocat commis d'office. Il est donc le nouvel avocat de Nina O'Keefe, la présumée coupable. Le procès se déroule sans anicroche. Lanie, Esposito et Ryan viennent témoigner chacun leur tour. Puis, c'est le tour de Richard de témoigner. Marcus Weller, le procureur, demande à Castle de raconter les événements. Castle raconte que Joanna Masters a gagné une lecture du dernier Nikki Heat, Driving Heat, chez elle, par Richard Castle lui-même. C'est ainsi qu'il a fait connaissance de Roger Masters, le mari de Joanna, de Nina O'Keefe et des Beakman. Après la lecture de Driving Heat, Castle s'est rendu aux toilettes. La salle de bain du rez-de-chaussée étant occupée par un homme, Richard se rend au 1er étage. C'est là qu'il voit Nina en train d'enlever le tisonnier du corps ensanglanté de Sadie.
Lorsque Caleb tente d'interroger Richard, il attaque la crédibilité de sa mémoire et de ce qu'il a vu. Caleb lui reparle de son amnésie lorsqu'il a disparu. Richard tente de se défendre en prétextant qu'il est le témoin oculaire. Caleb lui fait alors lire un passage de Driving Heat où il dit que les témoins oculaires ne peuvent pas être totalement fiables. Il continue en reparlant de l'affaire du meurtre d'Eva Whitfield, où Richard avait faussement accusé son mari, Cole Whitfield, d'être le meurtrier. Richard tente de justifier son comportement, mais Caleb ne lui en laisse pas le temps. Il renchérit sur l'affaire où Richard a été piégé pour des meurtres qu'il n'a pas commis. Richard justifie en disant que c'était 3XK, le tueur en série qui voulait se venger de lui. Au terme des questions, Caleb réussit à faire douter Castle de ce qu'il a vu.
À l'ajournement du procès, celui-ci se sent coupable d'avoir fait déraper le procès. Le Procureur Marcus Weller doute de pouvoir faire condamner Nina O'Keefe. Kate décide de reprendre l'affaire afin de trouver un témoin ou des indices prouvant sa culpabilité. C'est ainsi que Ryan découvre une vidéo de surveillance qui démontre très clairement que Sadie et Nina avaient une liaison. Cette liaison semble une piste très solide pour faire condamner Nina, mais Castle n'est pas convaincu. Il décide de retourner sur les lieux du crime avec Ryan et découvre un élément qui a été déplacé et qui fait douter que Nina ait tué Sadie, ce qui veut dire que le vrai coupable court toujours. Kate parle des doutes de Castle au Procureur. Cela ne fait pas l'affaire de ce dernier.
Doutant de plus en plus de la culpabilité de Nina, Richard voudrait bien l'interroger, mais Caleb pourrait bien l'en empêcher. C'est alors qu'il a l'idée de se faire jeter dans les cellules du tribunal pour outrage au juge, et ainsi parler à Nina. Castle lui fait la promesse de la sortir de prison, car il la croit innocente. L'équipe vérifie d'autres indices et faits, sans que rien puisse prouver l'innocence de Nina. C'est au moment de reprendre le procès, interrogé par Caleb, que Richard se souvient d'un petit détail qui va permettre de démasquer le vrai coupable et innocenter Nina.
- Bien que créditée, Toks Olagundoye n'apparaît pas dans cet épisode.
- Richard Castle parle de son plus récent roman : Driving Heat (tout feu, tout flamme en français)
- Il y a plusieurs références à des épisodes des saisons précédentes, comme l'affaire Whitfield, l'enlèvement de Castle et le tueur en série 3XK.

### Épisode 11:L'Espion qui venait du froid
- États-Unis /  Canada : 15 février 2016 sur ABC / CTV
- Belgique : 21 août 2016 sur RTL-TVI
- France : 5 décembre 2016 sur France 2

- États-Unis : 5,15 millions de téléspectateurs[53] (première diffusion)
- Canada : 1,71 million de téléspectateurs[54] (première diffusion + différé 7 jours)

- Nick E. Tarabay (Vasily Zhirov)
- Ann Cusack (Rita)
- Nikita Bogolyubov (Grigory Mishkin)
- Endre Hules (Pavel Oborin)

Castle a acheté plein de cadeaux pour le bébé de Jenny et Kevin. Il demande l'aide de Martha et Alexis afin de décider du cadeau parfait pour lui, mais elles trouvent chaque idée de Richard pire que la précédente. Cependant Martha a alors l'idée de montrer à Jenny et Kevin le cadeau parfait qu'Alexis a trouvé pour leur bébé. Cela décourage Richard, mais sa mère (avec l'assentiment d'Alexis) le rassure, car elles aiment le voir se démener. À la suite de cela, Alexis aborde le changement de comportement de son père à propos de Kate. Ne sachant pas quoi répondre, Richard leur dit qu'il a pris ses distances avec elle.
Pendant ce temps, l'équipe de Beckett enquête sur la mort d'un Russe, Grigory Mishkin, le fils d'un employé du consulat russe de New York. Là-bas, Pavel Oborin, le consul, insiste auprès de Kate pour qu'un agent russe dépêché par leurs soins se joigne à l'enquête. Il s'agit de Vasily Zhirov, un employé faisant partie du service de sécurité diplomatique russe et un grand fan de Richard Castle et de ses romans. Les premières informations trouvées par l'équipe les mènent tout droit vers le cas de l'accident de voiture d'Anya, la mère de Grigory Mishkin. Celui-ci pensait que quelqu'un avait saboté sa voiture. D'indice en indice, l'équipe découvre qu'un événement se prépare lors d'une fête au consulat russe. Kate et son équipe ainsi que Richard et Vasily mettent tout en œuvre afin que l'événement n'ait pas lieu, sans succès. Par la suite, une information permet à Ryan de découvrir partiellement la vérité au sujet de l'accident de voiture d'Anya. Sentant qu'ils se rapprochent de la vérité, le consulat russe interdit l'accès à Kate et son équipe à ses locaux. Kate et Richard sont fâchés de voir que le consulat russe protège un meurtrier, qui retourne aisément en Russie. Vasily, qui y retourne lui aussi, explique à Richard et à Kate que le meurtrier sera envoyé dans un des pires endroits du pays dès leur arrivée là-bas.

### Épisode 12:Huis clos
- États-Unis /  Canada : 22 février 2016 sur ABC / CTV
- Belgique : 21 août 2016 sur RTL-TVI
- France : 12 décembre 2016 sur France 2

- États-Unis : 5,48 millions de téléspectateurs[55] (première diffusion)
- Canada : 1,66 million de téléspectateurs[56] (première diffusion + différé 7 jours)

- Amy Robach (Lila Campo)
- Calli Ryals (Emma Matthews)
- Kai Lennox (Simon)
- Kevin Christy (Todd / Brandon Northcliff)
- Cyrus Farmer (Judah)
- Idara Victor (Patty)
- Vedette Lim (Meadow)

### Épisode 13:Le Rêve américain
- États-Unis /  Canada : 29 février 2016 sur ABC / CTV Two
- Belgique : 4 septembre 2016 sur RTL-TVI
- France : 2 janvier 2017 sur France 2

- États-Unis : 5,26 millions de téléspectateurs[57] (première diffusion)

- David Michael Trevino (Eddie Ramirez)
- JD Walsh (John Emerson)
- Greg Serano (Agent Napier)
- Grainger Hines (Juge Jason Caldwell)
- Karan Oberoi (Achmed)
- Nondumiso Tembe (Aida N'diaye)
- Greg Bryan (Alistair Gascoyne)
- Manuel Uriza (Alonso Sanchez)
- Roman Arabia (Diego Lopez)
- Brennan Feonix (Marco Sutter)
- Bora Jasa (Kim Hyun Joo)

Richard a le syndrome de la page blanche et rien ne peut le calmer. Il a l'idée de chercher l'inspiration parmi les lettres qu'il a reçu lors de sa disparition, mais en vain. Kate lui suggère d'aller voir Alexis et Hayley chez Richard Castle investigations.
L'équipe de Kate enquête sur la mort d'Eddie Ramirez, un soigneur d'animaux salvadorien, travaillant au zoo de Central Park, la nuit. Le corps de la victime a été retrouvé dans la fosse aux serpents. Les premières informations de l'enquête démontrent que Ramirez recevait des menaces par textos et était prêt à payer une personne d'une forte somme. Vikram réussit à retrouver l'endroit où les textos de menaces ont été envoyées : une école d'anglais pour immigrants. Eddie y suivait des cours d'anglais.
Du côté de Richard Castle investigations, Alexis et Hayley sont à classer les affaires résolues. Castle leur reproche de choisir des affaires qui manquent de piquant, de mystère. Hayley lui remet sur le nez les dettes de son entreprise qui a été réduite par les affaires résolues. Au même moment, en regardant la télévision où passait un reportage sur le meurtre d'Eddie Ramirez, que Castle décide d'enquêter sur l'affaire. Bien vite, Kate le renvoie afin de ne pas briser leur couverture "de séparation".
Esposito et Ryan décident d'aller faire un tour du côté de l'école d'anglais. Les deux se rendent bien vite compte que la tâche sera difficile puisque les étudiants, des étrangers ayant fui la police corrompue, sont peu confiants ou maîtrisent mal la langue. Pour contourner le problème, Kate décide d'envoyer Castle, sous couverture. Richard se fait passer pour un étudiant étranger, Jean-Luc Delacroix, chef québécois. C'est ainsi qu'il fait la connaissance des étudiants de la classe d'anglais.
La tâche ne sera pas facile pour Castle, mais les étudiants lui dévoilent peu à peu des informations sur Ramirez et sur son métier dans son pays d'origine, le Salvador. De leur côté l'équipe est confrontée au FBI. En effet, Ramirez était suivi, car il cherchait une personne. L'équipe découvre alors que la vraie cible n'est pas Ramirez, mais un juge fédéral. En remontant les indices et en éliminant certains suspects, Castle découvre le meurtrier de Ramirez.
À la fin de l'enquête, Alexis, Martha et Richard célèbrent avec la classe d'anglais, autour d'un repas « international ».
- À partir de cet épisode, la série est transférée sur CTV Two, au Canada.
- Dans la version originale, Richard Castle parle français.

### Épisode 14:Escapade à L.A.
- États-Unis /  Canada : 7 mars 2016 sur ABC / CTV Two
- Belgique : 4 septembre 2016 sur RTL-TVI
- France : 9 janvier 2017 sur France 2

- États-Unis : 5,68 millions de téléspectateurs[58] (première diffusion)

- Summer Glau (Kendall Frost)
- Jason Manuel Olazabal (détective Menendez)
- Gerald McRaney (Mason Wood)
- Doug Savant (Victor Nigel)
- Darri Ingolfsson (Austin Elektra)
- Courtney Ford (Courtney)
- Mageina Tovah (Veronica Harris)

Richard, Hayley et Alexis sont à Los Angeles afin de découvrir la raison pour laquelle Richard s'y trouvait quand il a disparu. Le trio est à peine installé dans la suite de l'hôtel, que Richard reçoit une enveloppe avec un sceau, avec un message l'invitant à aider la police de Los Angeles à résoudre le meurtre d'un homme retrouvé mort dans un cimetière. Le message est signé du G.D.S., une société secrète de détectives considérée comme une légende urbaine.
En compagnie de Hayley, Richard arrive au cimetière où a été retrouvé le corps. Le prenant par surprise, Hayley est présenté au détective Kurt Menendez de la police. Après quelques hésitations, Kurt accepte la collaboration de Hailey et de Richard. La victime s'appelle Phillip Harris, un détective privé. Le tueur lui a pris le cœur. Apprenant que Hayley et Richard viennent d'arriver de New York, Kurt leur apprend que la victime venait d'arriver de New York, la veille de sa mort. Menendez aimerait parler à la sœur de Phillip, qui vit à New York. C'est ainsi que Richard mêle Esposito et Ryan à l'affaire. Grâce à la sœur de Phillip, Esposito et Ryan, ainsi que Castle et Hailey, ont pu savoir que Phillip enquêtait sur un tueur en série, qu'il avait baptisé « le fantôme » et qui sévit à New York et Los Angeles. Phillip a dit à sa sœur qu'il avait pratiquement identifié le tueur en série. Lanie découvre que "le fantôme" a fait sept victimes, quatre à Los Angeles et trois à New York.
À Los Angeles, Richard rencontre le chef du G.D.S, Mason Wood, ainsi que quelques membres. Richard reconnaît l'une des membres, car il l'a vu au cimetière. Il s'agit de Kendall Frost, une détective de San Francisco. Mason explique que Phillip faisait partie du G.D.S.. Il propose à Richard une compétition contre Kendall afin de trouver le meurtrier de Phillip. Celui qui le fera arrêter aura sa place au G.D.S.. Richard accepte.
De retour à l'hôtel, Richard explique la situation à Hayley et Alexis et reprend la piste de la victime : Austin Elektra, un réalisateur associé aux studios qui ont produit une très mauvaise adaptation de Nikki Heat. Avec l'aide de Kendall, Hayley et Richard s'introduisent chez Austin, mais la situation tourne mal. Avec l'aide d'Esposito et Ryan, Castle et Hayley continuent d'enquêter. Lanie découvre une 8e victime tuée en même temps qu'une victime de Los Angeles : il y a donc deux tueurs. D'indice en indice, Esposito et Ryan finissent par retrouver le tueur en série de New York. Il est connecté avec le tueur en série de Los Angeles. C'est en regardant les affaires du tueur en série de New York que Richard découvre qui est celui de Los Angeles.
À la fin de l'enquête, le G.D.S. propose la place vacante à Richard, mais celui-ci la refuse, prétextant qu'il en a une meilleure à New York. Richard propose donc Kendall pour occuper la place. Mason accepte et dit à Richard qu'ils vont continuer à s'intéresser à lui car il est captivant.
- Dans cet épisode, quoique créditée, Stana Katic n'apparaît pas, et ce pour la deuxième et dernière fois dans la série, la première étant l'épisode 8-06. Bien qu'également crédités, Susan Sullivan et Sunkrish Bala n'apparaissent pas non plus dans cet épisode.
- La scène durant laquelle Richard découvre la vidéo où il parle seul face caméra et explique pourquoi il va se faire effacer la mémoire peut faire penser au film Total Recall.

### Épisode 15:Le ver est dans le fruit
- États-Unis /  Canada : 21 mars 2016 sur ABC / CTV Two
- Belgique : 11 septembre 2016 sur RTL-TVI
- France : 16 janvier 2017 sur France 2

- États-Unis : 6,5 millions de téléspectateurs[59] (première diffusion)

- Michael Bowen (le sergent Joseph Ortiz)
- James Morrison (le commissaire Malone)
- Ellen Woglom (Rachel Decker)
- Wings Hauser (Jack Flanagan)
- Delon de Metz (Dave Chambers)
- Evan Adrian (Daniel Bardot)

- Bien que crédités, Molly Quinn et Sunkrish Bala n'apparaissent pas dans cet épisode, bien que ce dernier y soit mentionné à plusieurs reprises.

### Épisode 16:Le Cœur ou la Raison
- États-Unis /  Canada : 4 avril 2016 sur ABC / CTV Two
- Belgique : 11 septembre 2016 sur RTL-TVI
- France : 23 janvier 2017 sur France 2

- États-Unis : 6,37 millions de téléspectateurs[60] (première diffusion)

- Angélica Celaya (Sonia Ruiz)
- Dean Cudworth (Michael Kirby)
- Michael Cognata (Darrl Ives)
- Gonzalo Menendez (Ronaldo)

L'équipe de Kate enquête sur la mort d'un chauffeur blindé en transport d'argent. Les premières informations recueillies portent à penser qu'il s'agit des mêmes individus qui opéraient, il y a neuf ans, sur une affaire dont Javier Esposito s'occupait. À l'époque, il était fiancée avec Sonia Ruiz. Ils doivent à nouveau travailler ensemble, malgré les sentiments d'Esposito et le passé de Ruiz.
- Bien que crédités, Toks Olagundoye et Sunkrish Bala n'apparaissent pas dans cet épisode.

### Épisode 17:Votre mort est un ordre
- États-Unis /  Canada : 11 avril 2016 sur ABC / CTV Two
- France : 30 janvier 2017 sur France 2

- États-Unis : 6,44 millions de téléspectateurs[61] (première diffusion)

- Frank Tran (Lars Cross)
- John Ducey (Mark Nagle)
- Denise Crosby (Dr Marion Baker)
- Carolyn Stotesbery (Genevieve Sutton)
- Erich Wildpret (Mike Harlin)
- Alexandra Bokyun Chun (la soeur de Cross)
- T.J. Ramini (Prince Khalid Hasheim)
- Layla Alizada (Phoebe)

Castle et Beckett profitent d'un matin en amoureux, quand Martha surgit avec une nouvelle idée pour la promotion de son livre : une interview avec Oprah Winfrey et elle compte sur son fils pour la lui décrocher. Un nouveau meurtre est signalé : Lars Cross, un spécialiste des fouilles souterraines, est retrouvé décapité par un cimeterre après avoir été torturé. La victime qui revenait de Turquie, semblait avoir gagné beaucoup d'argent. Castle remarque dans les affaires de la victime, son intérêt pour Les Mille et Une Nuits. Il ne lui en faut pas plus pour élaborer une théorie sur un djinn tueur. Au cours de l’enquête, Castle est approché plusieurs fois par une mystérieuse femme blonde qui semble être au courant des démêlés de Lars. Malheureusement pour lui personne ne semble l'avoir remarqué. Rapidement, la vérité sur le séjour en Turquie de Cross est découvert : il aurait trouvé la tombe du roi Salomon. Celle-ci contenait notamment une vieille lampe à huile. Castle croit aussitôt à la présence d'un génie dans l'affaire et fait un lien avec la mystérieuse femme blonde. Elle est un génie. Comme tout son entourage est sceptique, Richard se fait ridiculiser par Esposito et Ryan et irrite Kate. Alexis finit par retrouver la mystérieuse femme blonde qui est entrée en contact avec Richard. En suivant la piste du trafic d'antiquités en Turquie, l'équipe finit par retrouver le tueur.

### Épisode 18:Trahisons
- Canada : 17 avril 2016 sur CTV
- États-Unis : 18 avril 2016 sur ABC
- France : 6 février 2017 sur France 2

- États-Unis : 5,86 millions de téléspectateurs[62] (première diffusion)
- Canada : 1,2 million de téléspectateurs[63] (première diffusion + différé 7 jours)

- Oliver Muirhead (Bryce Robert)
- Billy Ray Gallion (Marcus Janek)
- David Hoffman (Ned Werner)
- Bree Williamson (Karla/Beth Wynne)
- Alan Smyth (Agent Steven Mallory)
- David Hoffman (Ned Werner)
- Aaron McCusker (Wesley Connors)

Hayley fait équipe avec Marcus Janek afin de s'introduire dans l'immeuble de la Manchester Energy et d'y installer un logiciel espion dans l'ordinateur du Vice-Président. Malheureusement pour eux, ils sont coincés dans le bureau quand un couple arrive et commence leurs ébats sexuels. Marcus remarque rapidement le corset de la dame. C'est alors qu'agacée, Hayley quitte Marcus. Le lendemain, ce dernier est retrouvé mort dans le bureau.
Chez Richard Castle Investigations, Martha demande l'avis d'Alexis et d'Hayley sur son autographe d'auteure. Aucune des deux femmes ne voient de différences, mais décide de mentir afin de ne pas vexer Martha. Au moment où Richard arrive, ce dernier voit très nettement la différence des autographes de Martha à la surprise d'Alexis et Hayley. Au même moment Richard annonce qu'il va aider le commissariat à résoudre un meurtre à la Manchester Energy. Cela intrigue Hayley qui manipule Richard afin de pouvoir l'accompagner.
À la Manchester Energy, Hayley découvre le corps de Marcus. Elle s'inquiète et tente de trouver des indices qui pourraient expliquer sa mort, mais elle découvre des indices pouvant l'incriminer et prétexte la contamination. L'identité de Marcus Janek est vite retrouvé par les policiers. Hayley commence à paniquer quand Richard conclut que Marcus avait un partenaire, et elle détourne les soupçons vers l'homme qui s'est introduit dans les bureaux, Ned Werner. Hayley appelle son ancien patron, Bryce Roberts et l'informe de la situation. Celui-ci lui lance : « Code 44 ». Il n'en faut pas plus pour Hayley, pour sortir les faux passeports, argent et armes d'un sac qu'elle cachait dans le plancher. Malheureusement pour elle, Alexis arrive et voit le contenu du sac et l'état du plancher. Hayley explique la situation et qu'elle doit au obéir au "code 44", le signal du MI6 ordonnant de tout abandonner et fuir. Alexis la convainc de rester et de se battre.
Elle part donc pour le commissariat où elle assiste à l'interrogatoire de Ned Werner. Au moment où celui-ci part, Hayley a un entretien musclé avec lui. Kate s'en aperçoit et tente d'arrêter Hayley. Contre toute attente, Ned Werner change sa version des faits. La nuit du meurtre, il explique que sa conquête, Karla, voulait voir s'il était capable de couper le courant. Quand il s'est exécuté, Karla n'était plus intéressé par lui. Kate demande à Ned s'il a vu Karla quitter la Manchester Energy. Il lui répond que non. Après cela, Richard sent que quelque chose agace Hayley. C'est alors qu'elle avoue à Kate et Richard qu'elle était avec Marcus la nuit du meurtre. Hayley leur explique avoir travaillé pour le MI6, que Bryce Roberts a demandé à Marcus et elle d'installer un logiciel espion sur l'ordinateur du Vice président de la Manchester Energy. Hayley jure qu'elle a quitté Marcus et qu'il était vivant. Les événements se bousculent pour Hayley et bien vite les preuves sont contre elle, avec l’apparition soudaine de 10 millions de dollars sur son compte en banque. Un mandat d'arrêt est lancé contre Hayley. Même le MI-6, en la personne de Stephen Mallory s'intéresse à Hayley Shipton. Rick décide d'enquêter sur Karla en identifiant le corset très décoré qu'elle portait et de trouver où il est vendu à New York. Grâce à Esposito et Ryan, ils finissent par retrouver Karla, en réalité Beth Wynne, une arnaqueuse professionnelle. Elle travaillait avec Marcus. Beth avoue qu'elle obéissait aux ordres d'un homme au nom d'Edgar Patton. Ce dernier était en contact permanent avec Marcus. Grâce à l'ordinateur de Marcus qu'elle a pu récupérer dans les affaires de Beth, Hayley réussit à remonter au tueur : un fantôme de son passé . Grâce à Stephen Mallory, Kate et Richard finissent par sauver Hayley des mains du tueur.
À la fin de l'enquête, Stephen Mallory du MI-6 fait une offre à Hayley : retravailler à nouveau pour le MI-6. Celle-ci refuse l'offre. Cela déçoit Stephen qui offre du whisky à Richard.
- Bien que crédité, Sunkrish Bala n'apparaît pas dans cet épisode.

### Épisode 19:L'Immortel
- Canada : 24 avril 2016 sur CTV
- États-Unis : 25 avril 2016 sur ABC
- France : 13 février 2017 sur France 2

- États-Unis : 6,19 millions de téléspectateurs[64] (première diffusion)

- Jonathan Silverman (Alan Masters)
- Marin Hinkle (Dr Rebecca Ellins)
- Maurice Benard (Horatio Spate)
- Patrick Labyorteaux (Glen Hume)
- Kate Cobb (Gwen Parker)
- Kristoffer Polaha (Caleb Brown)

Alors que Castle et Beckett se demandent comment ils vont évoluer une fois l'affaire Loksat classée, ils sont appelés sur une affaire très étrange : Alan Masters, un inspecteur sanitaire sans histoire, est retrouvé sans vie chez lui, mais quand Lanie conclut à la mort par empoisonnement par tétrodotoxine, la victime reprend conscience, apparemment sain et sauf. Castle devient vite fasciné par la victime, qui veut juste reprendre sa vie. Il oriente donc la police vers un laboratoire qu'il a condamné à une forte amende pour avoir mal manipulé un produit chimique dangereux. Mais peu après avoir fait sortir la police de chez lui, il est victime d'un piège l'électrocutant. Une fois encore, Lanie le déclare mort mais il se relève, sans dommages. Castle est alors persuadé d'avoir affaire à un véritable super-héros et se décide à le guider dans sa nouvelle vie, alors que Beckett et ses agents découvrent que Masters s'est retrouvé malgré lui dans une affaire impliquant les Triades chinoises et la mafia.
- Bien que créditées, Susan Sullivan, Molly Quinn et Toks Olagundoye n'apparaissent pas dans cet épisode.

### Épisode 20:Beaucoup de bruit pour un meurtre
- Canada : 1er mai 2016 sur CTV
- États-Unis : 2 mai 2016 sur ABC
- France : 20 février 2017 sur France 2

- États-Unis : 6,03 millions de téléspectateurs[65] (première diffusion)

- Jonny Cruz (Zane Cannon)
- Andrew Elvis Miller (Jake Cunio)
- Emily Goss (Naomi Fox)
- Jewel Staite (Erin Cherloff)
- Juliana Dever (Jenny Ryan)
- Marco Rodríguez (en) (Jorge « El Oso » Zamacona)
- Madelyn Witkin (Sarah Grace Ryan)

- Bien que crédités, Molly Quinn, Sunkrish Bala et Toks Olagundoye n'apparaissent pas dans cet épisode.

### Épisode 21:La Fin du monde
- Canada : 8 mai 2016 sur CTV
- États-Unis : 9 mai 2016 sur ABC
- France : 27 février 2017 sur France 2

- États-Unis : 6,74 millions de téléspectateurs[66] (première diffusion)
- Canada : 1,24 million de téléspectateurs[67] (première diffusion + différé 7 jours)

- Ronnie Steadman (Gabriel Shaw)
- Michael Chieffo (Dr Brock Martin)
- Anne-Marie Johnson (Sondra Kramer)
- Matthew Borlenghi (Rollins)
- Emanuel Loarca (un garde)
- Rick Cosnett (Victor Crowne)
- Brian Poth (Oscar von Eckland)

- Bien que crédités, Susan Sullivan et Sunkrish Bala n'apparaissent pas dans cet épisode.

### Épisode 22:Tirs croisés
- États-Unis /  Canada : 16 mai 2016 sur ABC[68] / CTV
- France : 6 mars 2017 sur France 2

- États-Unis : 7,65 millions de téléspectateurs[69] (première diffusion)
- Canada : 1,73 million de téléspectateurs[70] (première diffusion + différé 7 jours)

- Jed Rees (M. Flynn)
- Sunkrish Bala (Vikram Singh)
- Kristoffer Polaha (Caleb Brown)
- Gerald McRaney (Mason Wood)
- Michelle Alegria (Newscaster)
- Paul Haitkin (faux Caleb)
- Rainey Spurlock (Lily Castle)

Vikram, Kate et Richard sont au rendez-vous dans le parc pour attendre les instructions de Loksat, grâce au téléphone que Caleb leur a fourni. À l'heure dite, ils reçoivent l'appel qui demande à Caleb de remettre une clé USB contenant des numéros de compte dans une cabine d'un entrepôt abandonné. Avec l'aide d'Hayley, ils investissent l'endroit. Au moment où l'auto de Caleb arrive près de la cabine, Kate reçoit un appel d'Esposito, lui disant que Caleb est mort brûlé dans une automobile. C'est alors que Kate comprend, trop tard, qu'ils ont été piégés par Loksat. Au moment où tout semble perdu, un véhicule, conduit par Mason Wood, arrive et sauve Kate et Richard. C'est Rita, la belle-mère de ce dernier, qui a demandé de l'aide à Mason, mais Kate doute sérieusement.
L'équipe de Kate enquête sur la mort de Caleb Brown : Vikram révèle à Esposito et Ryan l'existence de Loksat. Kate raconte à ses coéquipiers leur enquête sur Loksat, alors que Martha, Alexis et Hailey sont mises au courant par Richard. Les indices vont permettre de retrouver rapidement la trace de l'homme qui a tué Caleb, mais il parvient à enlever Richard, alors que celui-ci prenait un taxi pour le commissariat. Castle revenu à lui, l'homme s'identifie comme étant M. Flynn, un intermédiaire de Loksat. M. Flynn veut savoir qui, dans l'entourage de Castle, connait l'existence de Loksat, et, grâce à un sérum de vérité, obtient la réponse. Puis Richard finit par faire la connaissance de Loksat lui-même : c'est Mason Wood ! Mais Vikram découvre d'où les appels ont été passés par Loksat : un bâtiment de la CIA.
Au même moment, Loksat / Mason a donné rendez-vous à Kate. Il la conduit au bâtiment de la CIA où se trouve déjà Richard, mais l'emmène au sous-sol. Esposito, Ryan, Vikram et l'équipe envahissent au même moment les lieux et libèrent Castle, qui était sur le point d'être empoisonné. Un duel a lieu entre la police et les gens de Loksat. Richard arrive à s'échapper de la pièce et, par les conduits d'aération, gagne le sous-sol, où il retrouve Loksat / Mason en train de menacer Kate avec une arme. Finalement, Kate réussit à neutraliser Loksat.
Tout le monde est sain et sauf et se retrouve au poste.
- Lors du tournage de cet épisode, deux fins différentes ont été conçues. Celle, heureuse et conclusive, qui a été diffusée ; et une seconde, tragique, pensée en prévision d'un éventuel renouvellement de la série pour une saison 9 d'une douzaine d'épisodes, sans Stana Katic ni Tamala Jones. Dans cette fin alternative, Kate aurait été tuée, avec probablement d'autres personnages dont les acteurs n'auraient pas vu leur contrat renouvelé pour une année supplémentaire[71],[72]. Cette saison 9 n'a pas été produite.
- Dans la fin optimiste finalement choisie, les scénaristes ont conformé l'avenir des deux héros à ce qu'en avait révélé « l'homme venu du futur » dans l'épisode 6-05, au moins en ce qui concerne le nombre d'enfants.
- L'avenir des autres protagonistes de la série n'est pas précisé.
- À quelqu'un qui lui demandait comment il aurait terminé la série s'il avait eu libre choix, son créateur Andrew W. Marlowe a répondu sur Twitter : « Dans mon imagination, ça ne finit jamais. Les personnages font face à de nouveaux défis tout en grandissant, en changeant et en s'aimant. » (« In my imagination, it never ends. The characters face new challenges while growing & changing & loving each other. », tweet du 16 mai 2016 sur https://twitter.com/AndrewWMarlowe).